# Капела Узвишења Светог Крста у Вршцу
Капела Узвишења Светог Крста у Вршцу припада Зрењанинској бискупији. Подигнута је на брду Миса, подно Вршачког брега.
Капела је најстарија капела у бискупији, а изграђена је између 1720. и 1729. Самостална је жупа од 1989. године. Око капела је изграђен леп крижни пут. Ово је најстарије ходочасничко мјесто у бискупији.
Године 2007. уређен је видиковац са којег се пружа поглед на град.